# Cosmarium quinarium
Cosmarium quinarium  là một loài Song tinh tảo trong họ Desmidiaceae, thuộc chi Cosmarium.